# Terpenoidok

Izoprén

A (C5H8)n összegképletű, izoprén egységekből álló vegyületeket terpéneknek, az ezekből levezethető szénhidrogéneket és oxigéntartalmú származékaikat terpenoidoknak nevezzük. Nevüket a görög terebinthosz (τερεβίνθινος = terpentinfa) és az izoprén összevonásából kapták.
Számos másodlagos növényi anyagcseretermék tartozik ebbe a vegyületcsoportba. Molekulaméret szerint halmazállapotuk szobahőmérsékleten folyékony vagy szilárd lehet, színtelenek és különböző színűek is lehetnek. Számos terpenoidtartalmú gyógynövényt és bizonyos terpenoidokat tiszta formában (pl. artemizinin, béta-szitoszterin, kámfor) is alkalmaznak a gyógyászatban.
Az izoprén fejének a CH3 atomcsoportot, lábának a fejtől távolabbi CH2 atomcsoportot nevezzük.
Leopold Ružička 1921-ben megfigyelte, hogy az izoprénrészek illeszkedésmódja rendszerint fej–láb (vagy ami ugyanaz, láb–fej). A láb–láb illeszkedés nagyon ritka. Ez az izoprénszabály.

## Izoprén egységek szerinti csoportosítás
Terpéneken eredetileg az izoprén dimerjeit értették, ennek megfelelően a diterpének pl. négy izoprén egységet tartalmaznak.

Szkvalén. A kék pontok az izoprén-határokat jelzik. A 3. és 4. izoprén között láb-láb illeszkedés van, a többi a szokott láb-fej.

| Név                 | izoprén- részek száma | Összegképlet | Előfordulás                            |
| ------------------- | --------------------- | ------------ | -------------------------------------- |
| monoterpenoidok     | 2                     | C10H16       | illóolajok                             |
| szeszkviterpenoidok | 3                     | C15H24       | farnezol, valencén, nootkaton, kubebol |
| diterpenoidok       | 4                     | C20H32       | fitán, fitol, galanolakton             |
| szeszterpenoidok    | 5                     | C25H40       |                                        |
| triterpenoidok      | 6                     | C30H48       | szkvalén, lanoszterin                  |
| tetraterpenoidok    | 8                     | C40H64       | karotinok                              |
| oktaterpenoidok     | 16                    | C80H128      | szteroidok                             |
| politerpenoidok     | n > 16                | (C5H8)n      | kaucsuk                                |

## Terpenoidok
- Artemizinin: az egynyári üröm szeszkviterpén-laktonja, amelyet maláriaellenes gyógyszerként hasznosítanak, s amely felfedezéséért 2015-ben orvosi és élettani Nobel-díjat érdemelt ki Juju Tu.
- Laktucin, lakturopikrin: keserű ízű, toxikus anyagok.
- Mezerin: bőrirritáló, erős szívméreg. Karcinogén (RTECS-Criteria), mutagén anyag (a farkasboroszlán mérgező anyaga. A növény védett).
- Kukurbitacin: drasztikus hashajtó. Helyi izgató, bőrvörösítő, hánytató, hashajtó, központi idegrendszeri bénító. Citotoxikus anyag.